# Cờ tưởng

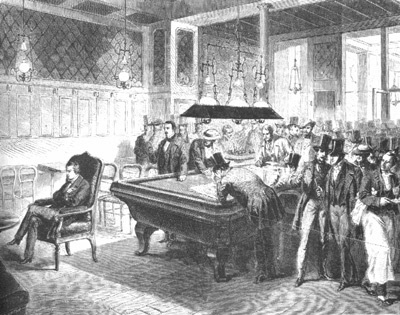
Tranh vẽ về một ván cờ tưởng

Cờ tưởng hay cờ mù (tên tiếng Anh: Blindfold chess) là một nội dung thi đấu đặc thù của môn cờ (như cờ vua, cờ tướng) trong đó một đấu thủ hoặc cả hai đấu thủ chơi cờ bằng tâm trí, không có bàn cờ hoặc các quân cờ trên bàn cờ. Đây là một hình thức thi đấu cờ phổ biến trên thế giới. Tại SEA Games 26 ở Indonesia, nội dung cờ tưởng trong cờ vua lần đầu tiên được đưa vào thi đấu chính thức.

## Đặc điểm và cách chơi
Theo cách chơi truyền thống, chơi cờ tưởng là ngồi xoay lưng lại với bàn cờ hoặc bịt mắt và mỗi nước đi được các kỳ thủ đọc hoặc ghi ra giấy và chuyển cho đối phương. Bàn cờ với các quân di chuyển lại dành cho khán giả và trọng tài.
Ngày nay, ở các giải cờ tưởng trên thế giới, mỗi vận động viên được trang bị một máy vi tính có cài phần mềm chơi cờ tưởng để thi đấu. Mỗi nước đi của vận động viên sẽ được truyền thẳng ra ngoài qua máy chủ.
Ở Seagame 26, các đối thủ không cần phải quay lưng lại với bàn cờ mà ngồi trước một bàn cờ trống (bàn cờ thật được để bên cạnh có ngăn cách). Ngồi đối diện sau những tấm kính, hai kỳ thủ đấu trí với nhau trên bàn cờ tưởng tượng trong trí nhớ rồi viết lên một tờ giấy đưa cho đối thủ xem, sau đó trao cho trọng tài. Mỗi nước đi của vận động viên được ghi lại trên giấy, được thông báo cho đối thủ sau đó đối thủ sẽ truyền cho trọng tài ngồi ở bàn bên cạnh để thực hiện nước đi đó trên bàn cờ cho khán giả thưởng thức. Do bàn trọng tài đặt bên cạnh bàn đấu (có rèm che bàn vận động viên), nên vận động viên không được rời bàn với bất kỳ lý do gì vì sợ họ nhìn lén các nước đã đi của mình.
Do trên bàn cờ không có quân cờ nào nên các vận động viên phải nhớ từng vị trí con cờ của mình và đối thủ trên bàn để tính toán nước đi. Mỗi ván, một kỳ thủ sẽ có thời gian 20 phút suy nghĩ và 20 giây mỗi nước đi. Nếu trận đấu chưa ngã ngũ, ai hết thời gian trước sẽ thua. Nếu đi sai quân cờ hay sai vị trí đi sai luật hoặc viết chữ xấu làm trọng tài hoặc đối thủ không đọc được sẽ bị phạt thẻ vàng, ba lần bị thẻ vàng tương đương thẻ đỏ và thua cuộc. Nếu vị trí các quân cờ bị lộ thì trận đấu sẽ dừng lại và kỳ thủ nào biết được vị trí các quân cờ trước 
bị xử thua cuộc ván đó. 

## Lịch sử

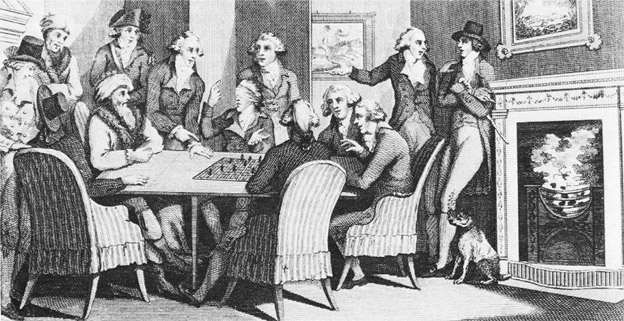
Những kỳ thủ chơi cờ tưởng

Cờ tưởng có lịch sử lâu đời. Ván cờ tưởng đầu tiên trong lịch sử được ghi nhận là vào thế kỷ thứ 7 tại vùng Trung Đông, gắn với người chơi tên là Sa’it bin Jubair. Nhiều thế kỷ sau đó, cờ tưởng dần dần người châu Âu thấy đây là một cách chơi cờ thú vị.
Trong thế kỷ 20, cờ tưởng đã có những bước phát triển như Kỷ lục Guinness liên tục ghi lại những chuỗi ván cờ tưởng được biểu diễn. Năm 1900, kỷ lục đầu tiên được ghi với một kỳ thủ chơi liền 20 ván. 24 năm sau, con số này đã lên đến 26 ván. Theo thời gian, liên tiếp các kỷ lục được xô đổ.
Con số hiện nay nằm trong cuốn kỷ lục Guinness về cờ tưởng là kỳ thủ Koltanowski lập tại San Francisco năm 1960, khi ông chơi 56 ván cờ tưởng liên tiếp với thời gian 10 giây cho một nước đi. Cuộc biểu diễn kéo dài 9 tiếng với kết quả 50 ván thắng và 6 ván thua. Chơi cờ tưởng tốn nhiều năng lượng tư duy hơn chơi cờ thường, vì vậy tại Mỹ vào năm 1930 đã từng có lệnh cấm chơi cờ tưởng vì ảnh hưởng đến sức khỏe.
Trong khi cờ tưởng được nhiều nguồn khuyến nghị ở mức độ vừa phải như một phương pháp tăng cường sức mạnh chơi cờ, thì các trận cờ tưởng đồng thời đã bị cấm ở Liên Xô vào năm 1930 vì chúng được coi là mối nguy hiểm đáng kể cho sức khỏe. Mikhail Botvinnik cũng đã cảnh báo về điều này. Những người chơi cờ tưởng đã báo cáo rằng nó mệt hơn so với chơi thông thường, ngay cả khi sử dụng thể thức thời gian nhanh hơn. Ngày nay, cờ tưởng không còn là màn tra tấn thần kinh để khoe tài cao thấp giữa những người say mê cờ như trước. Hàng năm các giải cờ tưởng với thể thức chơi phù hợp với sức khỏe con người được tổ chức. Uy tín nhất là giải Melody Amber ở Monte Carlo do một tỷ phú tài trợ. Giải thu hút nhiều kỳ thủ hàng đầu thế giới như Kramnik, Anand, Shirov...
Trong cờ tướng, có những kỳ thủ nổi tiếng đánh cờ tưởng đồng loạt như người hiện đang giữ kỷ lục là Tưởng Xuyên (22 bàn) hay người được tặng danh hiệu Đông phương điện não là Liễu Đại Hoa (19 bàn).